# Hand-van-God-goal

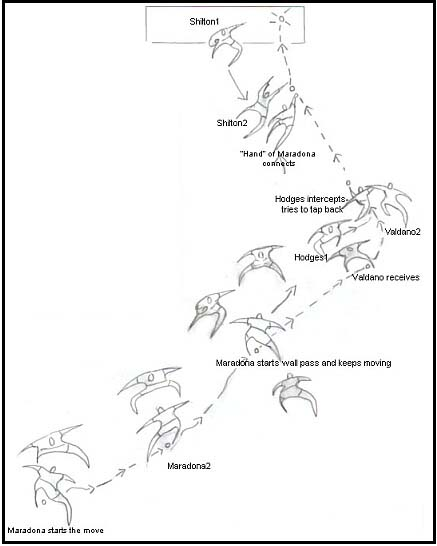
Schematische weergave van de gebeurtenissen die tot de goal leidden

De goal van de hand van God (Spaans: la mano de Dios) is een doelpunt (1-0) dat werd gemaakt door Diego Maradona. Het doelpunt werd toegekend, hoewel het met de hand gemaakt werd.

## Hands goal
De wedstrijd was een kwartfinale van het WK'86 tussen Engeland en Argentinië, die gespeeld werd op 22 juni 1986 in Mexico-Stad.
Maradona stond bij de fase niet buitenspel doordat Steve Hodge de bal als laatste raakte. Maradona gebruikte, tegen de regels in, zijn hand om de bal over doelman Peter Shilton heen te wippen en op die manier te scoren. De scheidsrechter dacht dat Maradona zijn hoofd gebruikt had, en verklaarde het doelpunt geldig. Argentinië won met 2-1. Tijdens een persconferentie claimde Maradona dat zijn doelpunt gedeeltelijk met het hoofd van Maradona werd gemaakt en gedeeltelijk met de hand van God. Dit werd een van de beroemdste uitspraken in de sport.

## Maradona
In dezelfde wedstrijd zorgde hij ook voor de 2-0 met een 'rush' vanaf de middellijn, zes Engelsen passerend.
Bijna twintig jaar hield hij vol dat het de hand van God was. In een interview met de ARD gaf hij in 2006 toch de handsbal toe.
Ook bij het wereldkampioenschap voetbal 2010 in Zuid-Afrika werd er geroepen over een hand-van-God-goal. Luís Fabiano scoorde namens Brazilië tegen Ivoorkust nadat hij in één actie de bal tot twee keer toe met de arm beroerde. De Franse scheidsrechter Stéphane Lannoy had het wel geconstateerd, maar niet bestraft. Tijdens de wedstrijd was in een herhaling te zien, dat hij Fabiano vermanend toesprak over de bal beroeren met de arm.

## Trivia
- In 2005 leidde in Nederland een reclamespot van Versatel, waarin 'de hand van God' voorkomt, tot commotie. In het filmpje hielp een grote hand voetballer Romeo Castelen bij het maken van een doelpunt; een overduidelijke verwijzing naar het doelpunt van Maradona. Het spotje werd door christenen als beledigend opgevat. Versatel haalde het van de buis, al oordeelde de Reclame Code Commissie later dat het filmpje niet in strijd was met de goede smaak.